# (9724) 1981 EW17
(9724) 1981 EW17 (1981 EW17, 1988 AU) — астероїд головного поясу, відкритий 2 березня 1981 року.
Тіссеранів параметр щодо Юпітера — 3,509.